# Dar Chaâbane
Dar Chaâbane, scritto anche Dar Chaâbane El Fehri, (in arabo دار شعبان الفهري‎?) è agglomerato urbano del nord della Tunisia.
Fa parte del governatorato di Nabeul e della delegazione di Dar Chaâbane El Fehri.  La città conta 35 859 abitanti.
Dar Chaâbane forma una conurbazione con la vicina Nabeul, situata a soli 2 chilometri. Il comune racchiude anche la vicina El Fehri.

## Storia
Dar Chaâbane è una città del litorale di Capo Bon fondata nell'anno 53 dell'Egira (VII secolo) da Chaâbane Mechmèch, capo militare dell'armata musulmana stanziata nella regione di Capo Bon. Venne così edificata una cittadella all'interno della quale alloggiarono i membri della sua famiglia, da dove deriva il nome di Dar Chaâbane o « Casa di Chaâbane ». Nell'anno 334 dell'Egira (X secolo), Ahmed Fehri El Ansari, originario di Seguia el-Hamra in Marocco, si trasferì a qualche chilometro da Dar Chaâbane e sposò una discendente del comandante Mechmèch. Con i nuovi arrivati, la sua discendenza fondò, più tardi, il villaggio di El Zaouiet Fehri.

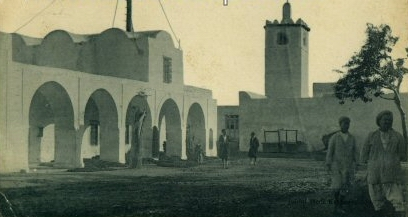
Piazza all'inizio del XX secolo

La storia di Dar Chaâbane è legato l'arrivo in Nord Africa dei Mori andalusi espulsi dalla Spagna, dalla Reconquista nel XV secolo. Arrivati Ifriqiya, si insediarono nelle grandi città, ma nelle zone rurali e nelle province fondarono diverse città e villaggi come Kalaat al-Andalus, Menzel Bouzelfa, Testour e Menzel Abderrahmane. Dar Chaâbane rientra nel numero delle località dove gli Andalusi portarono i loro costumi e le loro conoscenze : taglio e scultura della pietra, piatti specifici (mchalouet, mrousia, ecc.) e un particolare accento che è caratterizzato dalla pronuncia di « tche » al posto di « t ».
Dopo l'indipendenza, quando si crea il primo comune il 9 gennaio 1957, il governo scelse di unificare le due cittadine malgrado vecchie rivalità.

## Insegnamento
Durante gli anni cinquanta, Dar Chaâbane è conosciuta sotto il nome di villaggio degli insegnanti grazie all'importante numero di insegnanti originari della città. Attualmente, ospita un college e due scuole superiori secondarie; ci sono anche una dozzina di scuole elementari.
Dar Chaâbane ospita una università privata : la Libera Università Mediterranea di Tunisia (UMLT).

## Economia
La città è celebre per il taglio e la scultura della pietra. Nella regione viene coltivata inoltre una spezia, chiamata felfel chaabani.
All'inizio del XX secolo e fino agli anni trenta, Dar Chaâbane è una delle principali fornitrici del Mercato centrale della frutta e della verdura di Tunisi, dove i fellah portano i loro raccolti sul retro di asini, cammelli o su carrozze.